# Крачка-инка
Крачка-инка, или крачка инков (лат. Larosterna inca) — вид птиц из семейства чайковых (Laridae), единственный в роде крачек инков (Larosterna), обитающая на тихоокеанском побережье Южной Америки.

## Внешний вид
Крачка-инка отличается своим пепельно-серым оперением, а также белыми закрученными пучками перьев длиной около 5 см по обе стороны основания клюва. Отличительными признаками являются также ярко-красный клюв, красные лапки и белые кромки крыльев. Величина крачки инков составляет между 39 и 42 см, а весит она около 190 г. Издаёт звуки, отдалённо похожие на кошачье мяукание.

## Распространение

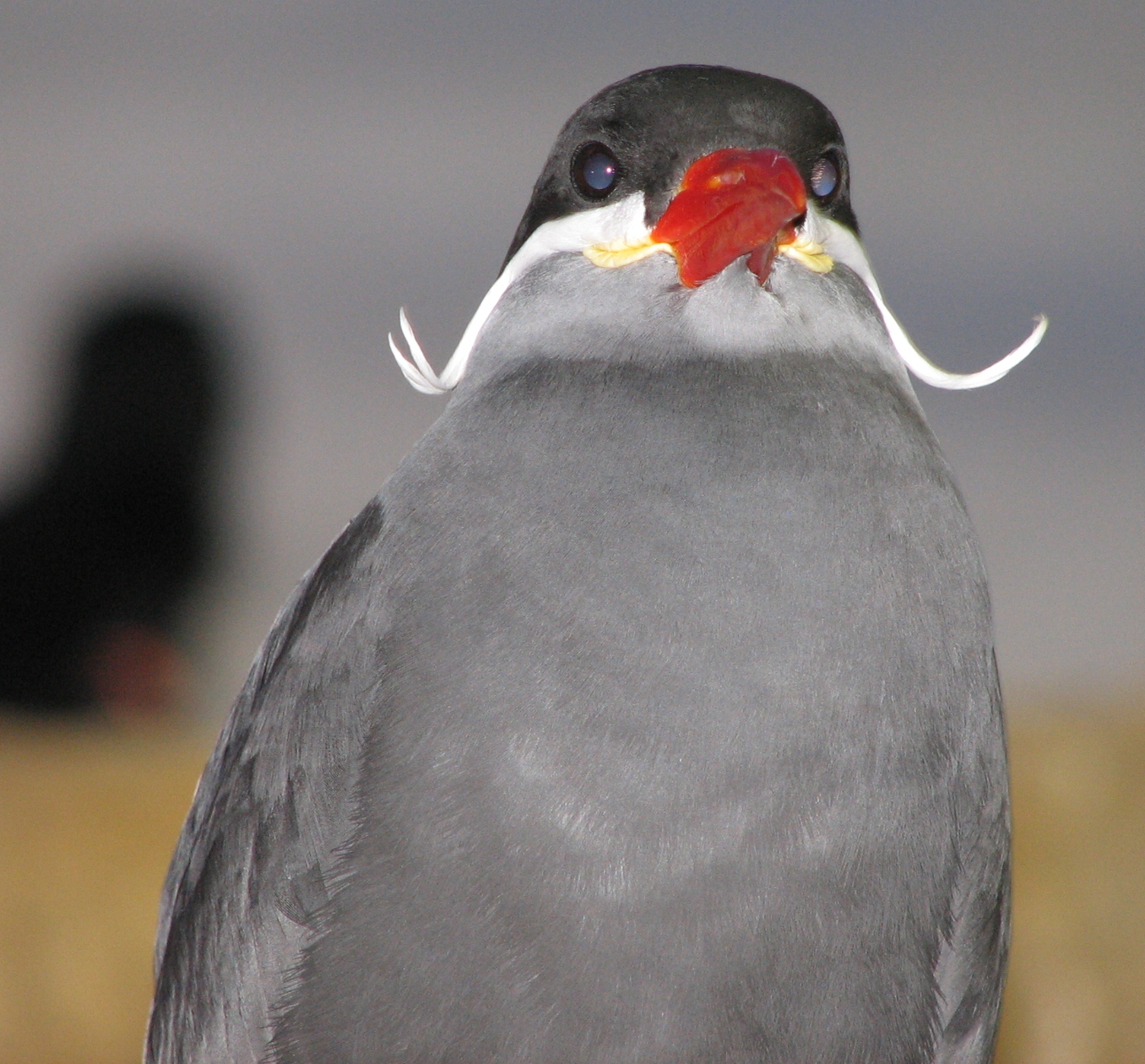
Крачка-инка

Крачка-инка гнездится на скалистом побережье от Перу до северного Чили. Зимует в прибрежных регионах от Эквадора до центрального Чили. С 2004 года МСОП стал оценивать статус этой птицы как «состоящий под некоторой угрозой», так как популяция крачки инков испытала значительное сокращение. Общая численность составляет около 150 тысяч.

## Питание
Крачка-инка охотится в холодном, но богатом рыбой Перуанском течении. Нередко она следует за рыболовецкими траулерами, чтобы заполучить остатки их добычи. Также она сопровождает морских львов, китов и бакланов, ловя спугнутую ими рыбу.

## Размножение
Крачка-инка гнездится в маленьких прибрежных пещерах либо в бывших гнёздах других морских птиц, откладывая до двух яиц и насиживая их на протяжении четырёх недель. Ещё семь недель спустя молодые птицы покидают родительское гнездо.